# Arthrotidea cheni
Arthrotidea cheni es un coleóptero de la familia Chrysomelidae.
Fue descrita científicamente por primera vez en 1996 por Xingke.